# Otto von Knorring (1818–1890)
Otto Mauritz von Knorring, född 5 april 1818 i Piteå landsförsamling, Norrbottens län, död 7 juli 1890 i Stockholm, var en svensk militär, hovman och tecknare. Han var far till Otto von Knorring.

## Biografi
Otto von Knorring var son till generalmajoren Lars Jacob von Knorring och friherrinnan Elisabet Johanna Henrika Stromberg och från 1859 gift med friherrinnan Henriette De Geer af Finspång. Han blev officer 1836, löjtnant vid Svea artilleriregemente 1845, kapten 1853 och tjänstgjorde som major vid Högre artilleriläroverket på Marieberg 1853–1858. von Knorring blev major 1856, var överstelöjtnant och chef för Västerbottens fältjägarekår 1858–1861 och blev tjänstgörande kabinettskammarherre 1859. Han var sekundchef vid Livregementets grenadjärkår 1861–1865, befordrades 1863 till överste och var chef för Upplands regemente 1865–1881. Han befordrades 1874 till generalmajor. von Knorring blev riddare av Svärdsorden och kommendör (av första klassen) av samma orden 1872. Han vilar i en familjegrav på Norra begravningsplatsen utanför Stockholm.